# Laurine van Riessen
Laurine van Riessen (* 10. August 1987 in Leiden) ist eine ehemalige niederländische Eisschnellläuferin und Radsportlerin.

## Sportliche Laufbahn

### Eisschnelllauf
Im Weltcup startete van Riessen erstmals in der Saison 2006/07. Dort gelang ihr eine Top-10-Platzierung als Achte über 500 Meter. Bei den Niederländischen Meisterschaften 2006 erreichte sie ebenfalls gute Platzierungen, außerdem siegte sie bei den Junioreneuropameisterschaften. In der darauffolgenden Saison 2007/08 lief van Riessen nur bei einem Rennen mit der Mannschaft mit, das sie auf Rang acht beendete.
Die Saison 2008/09 begann van Riessen in Berlin mit ihrer ersten Podiumsplatzierung in der A-Gruppe, indem sie Dritte über 1000 Meter wurde. Beim Weltcup in Changchun belegte er erneut den dritten Platz über 1000 Meter. Einen Tag später holte sie ebenfalls über 1000 Meter ihren ersten Weltcupsieg. Die Saison beendete sie auf den dritten Rang im Weltcup über 1000 Meter. In der folgenden Saison kam sie beim Weltcup in Erfurt auf den zweiten Platz über 1000 Meter. Bei den Olympischen Winterspielen 2010 in Vancouver holte sie über 1000 Meter die Bronzemedaille. Beim Weltcupfinale der Saison 2010/11 in Heerenveen erreichte sie mit dem dritten Rang über 1000 Meter erneut eine Podestplatzierung. In der Saison 2011/12 holte sie Salt Lake City über 1000 Meter ihren zweiten Weltcupsieg und belegte in Heerenveen über 500 m den dritten Rang. Die Saison beendete sie auf den sechsten Platz im Weltcup über 1000 Meter. In der folgenden Saison erreichte sie beim Weltcupfinale in Heerenveen den dritten Rang über 1000 Meter. Bei den Olympischen Winterspielen 2014 in Sotschi wurde sie Elfte über 500 Meter.
In ihrer Karriere wurde van Riessen zudem Juniorenweltmeisterin im Team, als sie gemeinsam mit Ingeborg Kroon und Natasja Bruintjes bei der Allround-Meisterschaft Gold gewann. Bei jener Meisterschaft wurde sie zudem Zweite im Mini-Vierkampf. Daneben stellte sie im März 2007 einen Juniorenweltrekord über 1000 Meter auf. Im Adelskalender vom Oktober 2015 befindet sie sich auf dem 160. Rang.
Auch bei mehreren internationalen Events wie dem Olympic-Oval-Finale konnte van Riessen siegen.

#### Eisschnelllauf-Weltcup-Platzierungen
| Platzierung | 100 m | 500 m | 1000 m | 1500 m | 3000 m | 5000 m |
| ----------- | ----- | ----- | ------ | ------ | ------ | ------ |
| 1. Platz    |       |       | 2      |        |        |        |
| 2. Platz    |       |       | 1      |        |        |        |
| 3. Platz    |       | 1     | 4      |        |        |        |
| Top 10      |       | 31    | 28     | 10     |        |        |

(Stand 1. November 2015)

### Radsport
2014 gab van Riessen bekannt, dass sie künftig ihre Aktivitäten als Eisschnellläuferin mit Rennen im Bahnradsport kombinieren werde. Ihr Ziel sei eine Teilnahme an den Olympischen Sommerspielen 2016 in Rio de Janeiro. Im März 2015 wurde bekannt, dass der Vertrag mit ihrem bisherigen Eisschnelllauf-Team Lotto-Jumbo nicht verlängert wurde; seitdem hat der Radsport für van Riessen oberste Priorität. Nach der erfolgreichen Teilnahme an Bahnrennen in den Vereinigten Staaten startete sie im Oktober 2015 bei den Bahn-Europameisterschaften im schweizerischen Grenchen und errang gemeinsam mit Elis Ligtlee Bronze im Teamsprint. Ende Dezember 2015 wurde sie dreifache niederländische Meisterin im Sprint, im Keirin und im 1000-Meter-Zeitfahren, 2016 holte sie erneut den Titel im Sprint.
2016 wurde Laurine van Riessen für die Teilnahme an den Bahnradsport-Wettbewerben bei den Olympischen Spielen in Rio de Janeiro nominiert. Im Keirin belegte sie Rang neun, im Sprint Rang 15. Gemeinsam mit Elis Ligtlee wurde sie Fünfte im Teamsprint. In den folgenden Jahren errang sie weitere nationale Meisterinnen-Titel und gewann bei Bahnrad-Weltcups Läufe im Keirin und im Sprint. 2021 startete sie bei den Olympischen Spielen in Tokio. Im Teamsprint belegte sie gemeinsam mit Shanne Braspennincx Platz vier. Im Keirin stürzte sie im Viertelfinale und zog sich mehrere Knochenbrüche sowie eine Lungenquetschung zu. Erst nach zwei Wochen konnte sie das Krankenhaus in Japan verlassen und in die Niederlande zurückreisen. Im Dezember des Jahres wurde sie zweifache nationale Meisterin in Keirin und Sprint.

## Diverses
Van Riessen ist liiert mit ihrem Mannschaftskollegen Matthijs Büchli. Im November 2023 wurde das Paar Eltern eines gemeinsamen Sohnes.

### Erfolge im Bahnradsport
2015
- Europameisterschaft – Teamsprint (mit Elis Ligtlee)
- Niederländische Meisterin – Sprint, Keirin, 500-Meter-Zeitfahren

2016
- Niederländische Meisterin – Sprint

2017
- Niederländische Meisterin – Sprint, Keirin

2017
- Bahnrad-Weltcup 2017/18 Gesamtwertung – Sprint

2018
- Weltmeisterschaft – Teamsprint (mit Kyra Lamberink, Shanne Braspennincx und Hetty van de Wouw)
- Weltcup in Saint-Quentin-en-Yvelines – Keirin
- Weltcup in Berlin – Keirin
- Niederländische Meisterin – Sprint, Keirin

2019
- Niederländische Meisterin – Sprint

2020
- Weltcup in Milton – Sprint, Keirin

2021
- Niederländische Meisterin – Sprint, Keirin

2022
- Nations’ Cup in Glasgow - Teamsprint (mit Steffie van der Peet, Hetty van de Wouw und Kyra Lamberink)
- Europameisterschaft – Sprint